# Schulschiff Deutschland
Шульшифф Дойчланд (нем. Schulschiff Deutschland, в переводе — Учебный корабль «Германия») — трехмачтовый германский парусный корабль, 1927 года постройки.
Парусник является памятником и кораблем-музеем, находится в городе Бремен.

## История
Судно было построено в 1927 г. на верфи «Иоганн Текленборг» в Геестемюнде.
С 1927 по 1939 год использовалось как учебное судно.
Во время одного из походов «Шульшифф Дойчланд» снялся в кино «Охотники за каучуком» (1938).

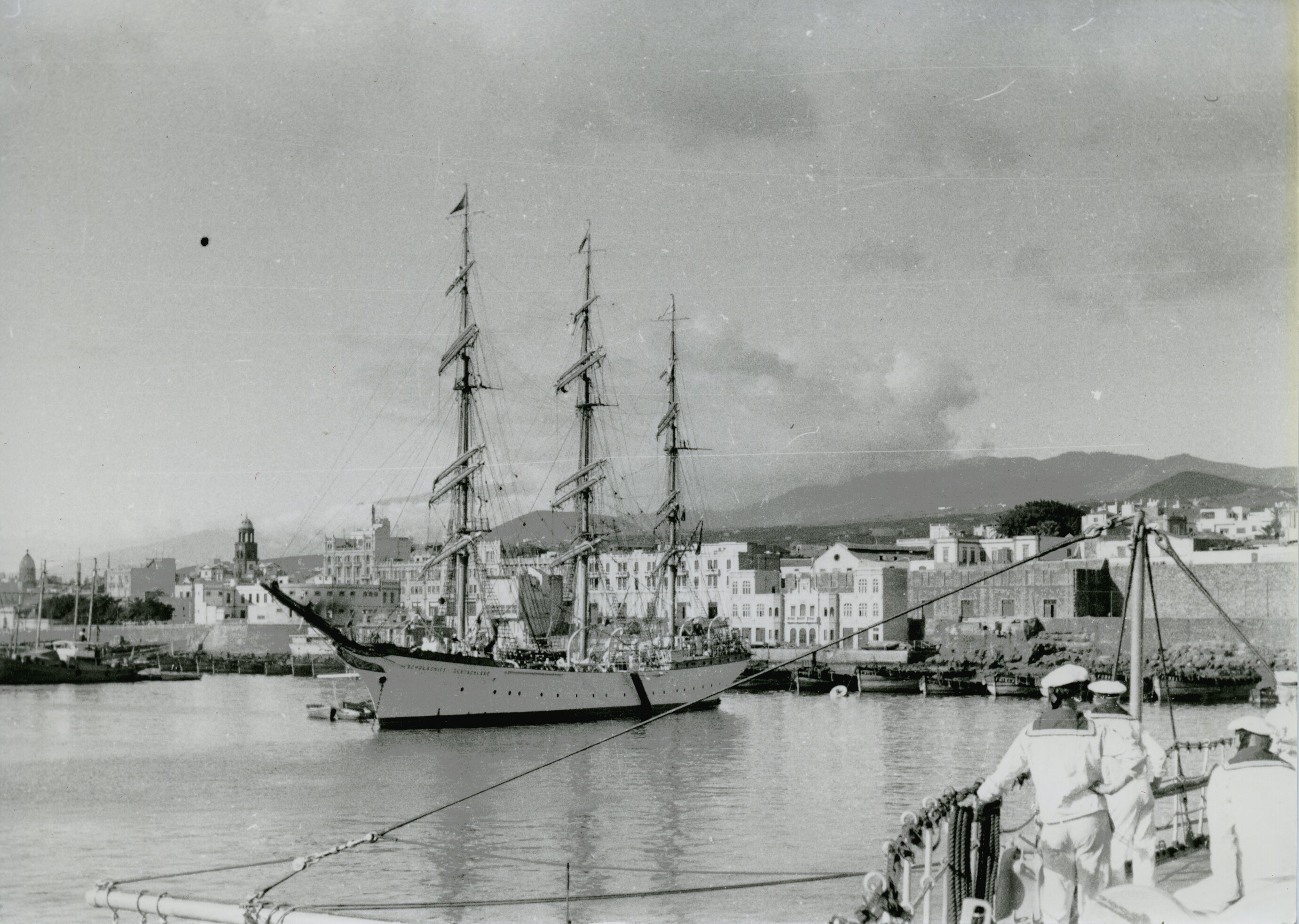
«Шульшифф Дойчланд», 1937

Во время Второй Мировой Войны судно под командованием капитана Отто Бауэра (Otto Bauer, капитан в период 1938—1945) оперировало на Балтике. В 1945 году использовалось как госпитальное судно в Любеке.
После 1972 года судно было приспособлено под школу судомехаников.
В 1994 году судно было учтено как плавучий монумент, и после ремонта в 1995—1996 году установлено в Бремене.
До 2001 года судно использовалось для обучения, курсанты-механики жили на борту судна.
В 2005 году судно было включено в состав флота для участия в проводимом фестивале парусных судов Sail Bremerhaven.
В настоящее время судно на стоянке в районе Бремена Вегезаке, иногда используется для проведения праздников, семинаров и выставок. Раз в месяц используется для проведения свадеб.

## Парусники серии
«Шульшифф Дойчланд» является последним из серии четырёх однотипных парусников:
- Duchesse Anne, 1901 года постройки
- Дар Поморья, 1909 года постройки
- Statsraad Lehmkuhl, 1914 года постройки